# Jennifer Hooker
Jennifer Leigh Hooker, nach Heirat Jennifer Leigh Brinegar, (* 6. Juni 1961 in Bloomington, Indiana) ist eine ehemalige Schwimmerin aus den Vereinigten Staaten. Sie gewann eine Silbermedaille bei Panamerikanischen Spielen.

## Karriere
Jennifer Hooker erreichte bei den Olympischen Spielen 1976 in Montreal das Finale über 200 Meter Freistil und belegte den sechsten Platz. Die 4-mal-100-Meter-Freistilstaffel qualifizierte sich in der Besetzung Jill Sterkel, Wendy Boglioli, Jennifer Hooker und Kim Peyton mit der drittbesten Vorlaufzeit für das Finale. Im Endlauf schwammen Kim Peyton, Wendy Boglioli, Jill Sterkel und Shirley Babashoff in der Weltrekordzeit von 3:44,82 Minuten zur Goldmedaille vor den Staffeln aus der DDR und aus Kanada. Es war die einzige Goldmedaille für die Schwimmerinnen aus den Vereinigten Staaten bei diesen Olympischen Spielen. Die nur im Vorlauf eingesetzten Schwimmerinnen erhielten entsprechend den damals gültigen Regeln keine Medaille.
Zwei Jahre später wurde sie bei den Schwimmweltmeisterschaften 1978 in West-Berlin im Vorlauf der Freistilstaffel eingesetzt, im Finale gewannen Cynthia Woodhead, Jill Sterkel, Stephanie Elkins und Tracy Caulkins die Goldmedaille. Bei den Panamerikanischen Spielen 1979 in San Juan startete Hooker über 800 Meter Freistil und erhielt die Silbermedaille hinter Kim Linehan, die ebenfalls für die Vereinigten Staaten antrat.
Hooker schwamm für die Louisville Tarpons in Louisville, Kentucky. Danach studierte sie an der Indiana University und schwamm für deren Sportteam. 1984 graduierte sie in Betriebswirtschaft und arbeitete danach in der Autobranche. 1990 schloss sie ein Jurastudium an der Vanderbilt University ab. 1994 kehrte sie an die Indiana University zurück und machte dort einen Master in Sportmanagement. Sie arbeitete danach im Sportbereich an ihrer Universität und leitete ab 1999 das Compliance-Büro.